# Habronattus luminosus
Habronattus luminosus es una especie de araña saltadora del género Habronattus, familia Salticidae. Fue descrita científicamente por Maddison en 2017.
Habita en los Estados Unidos. Esta especie se suele encontrar en matorrales desérticos debajo, en bosques donde abunda el roble. La cabeza de los machos se caracteriza por tener un azul brillante, rodeada de naranja.